# Cheonan (PCC-772)
Cheonan (천안) foi uma corveta da classe Pohang da marinha da Coreia do Sul, comissionado em 1989. Em março 26 de março de 2010, ele foi afundado por um submarino vindo da marinha da Coreia do Norte. Uma investigação conduzida pela comunidade internacional concluiu que o Cheonan foi afundado por um torpedo de uma miniatura de submarino norte-coreano da classe Yeono.

## Naufrágio doCheonan
O naufrágio do Cheonan foi um conflito marítimo ocorrido entre a Coreia do Norte e a Coreia do Sul, onde a embarcação ROKS Cheonan (PCC-772) naufragou após uma explosão que matou 46 marinheiros sul-coreanos. Após investigação internacional sobre o ocorrido, foi determinado a causa do incidente ocorrido por um torpedo norte-coreano. O governo da Coreia do Norte negou a responsabilidade do acidente.